# Ismail Mohamed
Ismail Mohamed (Egyptisch-Arabisch: اسماعيل محمد) (Alexandrië, 9 juni 1983) is een Egyptische atheïstische mensenrechtenactivist, blogger en de maker van het programma The Black Ducks (Arabisch: برنامج البط الأسود Barnamaj al-Bati al'Aswad, Nederlands: Het Zwarte Eendenprogramma; of in het kort al-Bath as-Sawda, Nederlands: De Zwarte Eenden). Hij ook redacteur bij het Tijdschrift voor Arabische Atheïsten (Arabisch: مجلة الملحدين العرب Majalat al-Mulhadayn al-e-Arab). Zijn laatste naam wordt soms getranscribeerd als Mohammed.

## Biografie

### Vroege leven en opleiding
Ismail Mohamed werd op 9 juni 1983 geboren in Alexandrië. Op 5-jarige leeftijd verhuisde het gezin naar Jordanië en keerde terug naar Egypte na de aanslagen van 11 september 2001. (Mohamed was toen 18 jaar; hij herinnerde zich dat destijds veel mensen in Jordanië Osama bin Laden zagen als een 'islamitische held'). Zijn vader praktiseerde de islam niet actief, en hoewel hij geen universitaire opleiding had genoten, had hij een passie voor de wetenschap en moedigde Ismail aan om boeken te lezen en online informatie vergaren toen het internet opkwam. In tegenstelling tot zijn vader, was Ismails oom, die hielp bij de opvoeding, een vroom man die hem meenam naar de moskee en dwong hem om de Koran te memoriseren. Tijdens zijn adolescentie begon Mohameds liefde voor muziek, met name de nummers van Michael Jackson, in conflict te komen met zijn religieuze toewijding en met zijn gemeenschap.

### Bestudering van atheïsme en wetenschap
Mohamed begon het onderwerp ridda te bestuderen toen talloze online atheïsten werden gevangengenomen naar aanleiding van beschuldigingen van het "beledigen van religie", hetgeen verboden is volgens de Egyptische wet tegen godslastering. Hoewel hij vrijzinnig moslim was die weinig over atheïsme wist, vroeg hij zich af of de arrestaties terecht waren. In het proces verkende hij het atheïsme en de wetenschappen, waaronder een materialistisch perspectief op evolutie dat hij nooit op school onderwezen had gekregen. “De wetenschap is er zeker van dat het verhaal van de mens niet Adam en Eva is. Dit dwong mij tot zoeken. En ik werd verrast door een heleboel dingen. Ik begon de religies van het Midden-Oosten te bestuderen. Ik las de geschiedenis van de Abrahamitische religies.” Hij leerde in 2012 ook de Engelse taal, hetgeen hem toegang verschafte tot nog veer meer informatie, zoals de geschriften van Christopher Hitchens, Sam Harris, Richard Dawkins — naast een aantal Egyptische secularistische denkers. Hij verliet de islam in 2012 en kwam uiteindelijk uit de kast als atheïst tegenover zijn ouders. Die hadden enige tijd nodig om zijn geloofsafval te accepteren, maar omarmden het debat en begonnen zelf ook delen van de islam in vraag te stellen, terwijl ze de godsdienst wel behielden.

### The Black Ducks
In 2013 lanceerde Mohamed het programma The Black Ducks, een online talkshow die volgens de The New York Times ernaar streeft om "een ruimte te bieden waarin agnostische en atheïstische Arabieren vrijuit kunnen spreken over hun recht om te kiezen wat zij geloven en zich te verweren tegen de dwang en vrouwenhaat van religieuze autoriteiten." Mohamed zelf omschreef het programma als "een show met interviews die het brede spectrum omvat van Arabische atheïsten en niet-religieuze mensen van over het hele Midden-Oosten en Noord-Afrika, dat een podium biedt waarvandaan zij vrij kunnen spreken zonder angst, hun eisen voor gelijke rechten laten horen en aantonen dat ze echt bestaan." Hij legde uit dat een black duck oftewel een "zwarte eend" het Arabische equivalent is van een zwart schaap in het Engels (en veel andere Europese talen): "Een rariteit, een onaangepaste." The Black Ducks werd in Caïro opgestart met slechts een computer, speakers en een klein stukje papier op de muur met het logo van de show. Alle gasten die door Mohamed wordt geïnterviewd komt uit het hele Midden-Oosten en Noord-Afrika (MENA), leggen meestal uit waarom ze de islam verlaten hebben en hoe ze in het alledaagse leven omgaan met hun afvalligheid en atheïsme in hun respectievelijke samenlevingen. In sommige gevallen zijn vrouwen uit Saoedi-Arabië ongesluierd vanachter hun computer op de show verschenen, terwijl de hoofddoek in die staat verplicht is. Niet alle gasten zijn per se atheïst; soms worden gelovigen, vooral van minderheidsreligies in de MENA-regino of lgbt-mensen, uitgenodigd om hun perspectief te berde te brengen.
Ismail Mohamed veroorzaakte een maatschappelijke doorbraak als de eerste uitgesproken atheïst die verscheen op de Egyptische televisie in november 2013 toen hij, niet lang na het posten van zijn eerste video voor The Black Ducks, werd uitgenodigd om ongeloof te bespreken. Hij leverde kalm en 'zelfverzekerd' een argumentatie voor ongeloof, ondanks het feit dat de gastvrouw en gasten die de show inbelden hem zwaar bekritiseerden en belachelijk maakten. Een van de dingen die hij zei was: "Wij proberen de samenleving niet nog verder te verdelen dan die al is, we vragen simpelweg om volledige vrijheid van gedachte zoals die bestaat in iedere moderne staat." Een YouTube-fragment van het interview ging al snel viraal en werd binnen enkele maanden honderdduizenden keren bekeken. Vele kijkers waren verrast, waarbij politiek analist en mensenrechtenactivist Hisham Kassem opmerkte: "Ik had nooit gedacht dat ik dit nog tijdens mijn leven zou zien." Destijds studeerde Mohamed aan de Faculteit Educatie van de Universiteit van Alexandrië, terwijl hij in een wasserette; in veel andere bedrijven mocht hij niet werken vanwege zijn irreligieuze activiteiten. Tegen 2015 was hij een internetontwikkelaar geworden.
Sommige mensen hebben betoogd of gedreigd dat Mohamed zou moeten worden gedood omdat hij een afvallige is en hij is enkele keren in elkaar geslagen of met de dood bedreigd in de straten van Alexandrië en Caïro toen voorbijgangers hem herkenden van de show. In een café in Cairo, enkele maanden nadat hij in Alexandrië was aangevallen, werd hij geconfronteerd met een menigte van honderden mensen die woedend hem vervloekten omdat hij in het openbaar had durven zeggen dat God niet bestaat. Hij slaagde erin te ontsnappen toen de politie arriveerde. Enkele maanden later verhuisden hij en zijn vrouw naar een stad aan de kust van de Rode Zee, waar hij zich veiliger voelt door de aanwezigheid van toeristenpolitie.
Ondanks de bedreigingen bleef Mohamed volharden en betoogde dat als meer voormalige moslims zich uitspreken, het verlaten van de islam zal worden genormaliseerd en er uiteindelijk minder bedreigingen zullen zijn. In juni 2015, toen er ongeveer 18 Arabische atheïstische online praatprogramma's waren, was hij de enige host die zijn land nog niet was ontvlucht om asiel te zoeken in het westen; tegen die tijd had hij reeds 160 afleveringen op Egyptische bodem geproduceerd. In tegenstelling tot andere programma's is The Black Ducks veel minder gericht op islamkritiek en gaat meer over het opkomen voor de rechten van ongelovigen en het accepteren van hun groeiende aanwezigheid in de samenleving. Volgens Mohamed heeft de Egyptische Revolutie (2011) jonge atheïsten in het land in staat gesteld om te worden gehoord na decennia van censuur. Tegen juni 2018 had Mohamed meer dan 300 afleveringen geproduceerd voor The Black Ducks.

### Mediaoptredens
Tijdens een interview met BBC News-journalist Hadya Alalawi in februari 2014 in Alexandrië zei Mohamed dat hij en zijn mede-ongelovigen atheïsme in Egypte wilden normaliseren in plaats van het land waar zijn familie en werk zijn te moeten verlaten. Terwijl het interview gaande was, werden ze onderbroken door voorbijgangers, die bezwaar maakten tegen het feit dat hij zijn atheïstische opvattingen in het openbaar uitte en verspreidde.
Mohamed heeft verklaard dat hij denkt dat de regering van Sisi open staat voor atheïsme, waarbij hij mediaberichten citeert waarin de president zich ten gunste van atheïsten uitsprak tijdens een bijeenkomst van intellectuelen in januari 2015. “Ik geloof dat Sisi begrijpt dat we door eerdere religieuze predikingen de huidige achterlijkheid hebben bereikt. [Sisi] heeft ons gered van de duisternis van de heerschappij van de Moslimbroederschap,” aldus Mohamed volgens de krant Al-Ahram. Hij pleitte verder voor de invoering van een reeks wetten, zoals een wet voor het burgerlijk huwelijk waardoor interreligieuze huwelijken mogelijk worden en atheïsten buiten de kerk of moskee om kunnen trouwen.
Op 24 maart 2015 nam Mohamed deel aan een open discussie tussen niet-religieuze Egyptenaren, gemodereerd door onderzoeker Amr Ezzat en georganiseerd door het Forum voor Religie en Vrijheden op het hoofdkwartier van het Egyptisch Initiatief voor Persoonlijke Rechten. Op een toeschouwer die zei dat atheïsten meer sympathie zouden wekken als ze niet regelmatig "religie zouden beledigen", antwoordde atheïstisch activist Ahmed Harkan: "We hebben het recht om onszelf te uiten," en Ismail Mohamed vulde aan: "Mogen we eerst onze rechten krijgen voordat we praten over beledigingen en ruwe taal?"
Op de Secular Conference van 22–24 juli 2017 in Londen, met als thema "International Conference on Freedom of Conscience and Expression", was Mohamed een ingeroosterde spreker tijdens de paneldiscussie over de documentaire Islam's Non-Believers. Hoewel de Britse overheid hem een visum verleende, hielden de Egyptische autoriteiten hem tegen bij de luchthaven en verhinderden dat hij naar het Verenigd Koninkrijk kon reizen. In reactie stelde het organiserend comité van de Conference en korte resolutie op, aangenomen door de deelnemers, die verklaarde: "De International Conference on Freedom of Conscience and Expression is woedend over het feit dat de Egyptische overheid Ismail Mohamed heet verhinderd om te komen spreken op onze conferentie, waar hij een cruciale stem zou zijn geweest. Wij eisen dat de Egyptische overheid Ismail vrijheid van beweging gunt en de vervolging tegen hem en alle andere vrijdenkers beëindigt." Tijdens de daaropvolgende prijsuitreikingsceremonie (31:32) werd Mohamed een prijs gegeven voor zijn inspanningen om ongelovigen in Egypte en de verdere MENA-regio te emanciperen. Maryam Namazie gaf als commentaar: "Wij staan achter je, Ismail, voor altijd en eeuwig." In zijn afwezigheid werd de prijs namens Mohamed in ontvangst genomen door Imad Iddine Habib.
Tijdens een interview in juni 2018 stelde Mohamed dat moslimmeerderheidslanden zoals Egypte geweldige woonplaatsen zijn voor conservatieve heteroseksuele moslimmannen, maar slecht voor anderen, vooral atheïsten en lgbt-mensen: "Niemand kan zijn atheïsme verklaren en hetzelfde blijven in het sociale en professionele leven. (...) De meerderheid van degenen die zich atheïst hebben verklaard, zijn nu sociaal uitgestotenen." "Ik ben geen homo, maar ik heb homoseksuele vrienden die in zeer moeilijke omstandigheden leven. Bijna allemaal leiden ze een dubbelleven. [Leden van] de gemeenschap zijn soms getrouwd met iemand van het andere geslacht of vertonen dat ze vallen op het tegenovergestelde geslacht, maar in feite zijn ze homo of lesbisch."